# سارا برنز
سارا برنز (انگلیسی: Sarah Burns؛ زادهٔ ۲۶ ژوئیهٔ ۱۹۸۱) هنرپیشه و کمدین اهل ایالات متحده آمریکا است.
از فیلم‌ها یا مجموعه‌های تلویزیونی که وی در آن‌ها نقش داشته‌است می‌توان به دروغ‌های کوچک بزرگ، فراموش نشدنی و بزهکاران اشاره نمود.